# Žodzina
Žodzina (in bielorusso Жодзіна?; in russo Жодино?, Žodino) è una città della Bielorussia, nella voblasc' di Minsk e nella provincia (raën) di Smaljavičy, di cui è il centro maggiore, ben più popoloso del capoluogo stesso. La città conta circa 61 000 abitanti.

## Storia
Žodzina è una delle nuove città bielorusse: la sua fondazione risale infatti al 1963 ed essa è sede della fabbrica di automezzi BelAZ.

## Geografia fisica
La città si trova a circa 50 km (nord) da Minsk, e 15 (sud) da Barysaŭ.

## Cultura
Nella città ci sono 10 scuole, 2 licei, un istituto professionale ed il Politecnico di Žodzina. Tuttavia nel territorio non vi sono alte istituzioni scolastiche.

## Infrastrutture e trasporti
Žodzina si trova su un'importantissima arteria sia stradale che ferroviaria (la Minsk-Mosca), la quale collega, "per esteso", il nord-ovest dell'Europa con la Russia. Vi passa anche l'autostrada M1 (Brėst-Baranavičy-Minsk-Barysaŭ) e l'aeroporto Minsk-II (Shemetovo) dista circa 25 km. 
Le stazioni ferroviarie sono Žodzina e Žodzina Južnyj (sud).

## Sport

### Calcio
La squadra principale della città è il Futbol'ny Klub Tarpeda Žodzina.